# Anthony Swofford
Anthony Swofford, né le 12 août 1970 à Fairfield en Californie, est un écrivain et ancien marine américain, plus connu pour être l'auteur de Jarhead. 

## Biographie
Il est marine (tireur d'élite) pendant la première Guerre du Golfe. Son œuvre est fondée sur les déboires et les anecdotes d'un groupe de jeunes marines pendant la Guerre du Golfe. Jarhead : La Fin de l'innocence (Jarhead) fait l'objet d'un film avec Jake Gyllenhaal.
Après la guerre, il étudie à l'université de Californie à Davis où il obtient une licence en anglais. Il est ensuite professeur d'anglais à l'université de Lewis et Clark, puis à l'université de Mary Street Californie. Depuis le film Jarhead, il vit à New York.